# Edvaldo Gonçalves Amaral
Edvaldo Gonçalves Amaral SDB (ur. 25 maja 1927 w Recife) – brazylijski duchowny rzymskokatolicki, salezjanin, w latach 1985-2002 arcybiskup Maceió.

## Życiorys
Święcenia kapłańskie przyjął 8 grudnia 1954. 15 lutego 1975 został prekonizowany biskupem pomocniczym Aracajú ze stolicą tytularną Zallata. Sakrę biskupią otrzymał 20 kwietnia 1975. 2 września 1985 został mianowany biskupem Parnaíba, a 24 października 1985 arcybiskupem Maceió. 3 lipca 2002 przeszedł na emeryturę.